# Station Sig
Station Sig is een station in het Deense Sig in de gemeente Varde. Het station ligt aan de lijn Esbjerg - Struer. Het stationsgebouw is tegenwoordig in gebruik als kinderopvang. Voor de reizigers is er een abri.